# Penal del Topo Chico
El Penal del Topo Chico fue una prisión estatal inaugurada en 1943 por el General Bonifacio Salinas Leal, ubicada en la ciudad de Monterrey, Nuevo León, México. Tras 76 años de operaciones, fue cerrada definitivamente el 1 de octubre de 2019, para convertirla en un parque.
De acuerdo a la Comisión Nacional de Seguridad (CSN) la población de Topo Chico hasta diciembre de 2015 era de 3,965 reos. La cárcel tiene capacidad para 3,685 presos; cuenta con una sobrepoblación de más de 200 internos.
Siete estados concentran el 52% de la población penitenciaria: Ciudad de México, Estado de México, Baja California, Jalisco, Sonora, Nuevo León y Puebla.
La cárcel está ubicada en la zona poniente de la ciudad en la avenida Solidaridad. La estación del metro Penitenciaría está a unos pasos al oriente de la prisión. 
El 27 de marzo de 1980 ocurrió un motín al interior de la cárcel donde presos secuestraron al director el Capitán Alfonso Domene Flor Milán y a tres de sus secretarias. La revuelta fue controlada pero el Capitán Domene murió asesinado en el lugar.

## Motín de 2016
El 10 de febrero de 2016, ocurrió un motín con el mayor número de muertos en la historia de las prisiones en México. El enfrentamiento ocurrió por el control del centro penitenciario, entre las pandillas dirigidas por el "Z-27" de Los Zetas y el "El Credo" del cártel del Golfo, provocando el asesinato de 90 prisioneros.

## Cierre
El 4 de noviembre de 2018, el Gobierno de Nuevo León anunció el cierre de Topo Chico para el año 2020. El 26 de agosto de 2019, Jaime Rodríguez Calderón, el gobernador del estado, confirmó que para el 30 de septiembre se prevé el cierre definitivo de la prisión.